# 王毅 (汶上)
王毅（?—?），字栗夫，东平汶上（今山东汶上）人，元朝政治人物，元仁宗时中书平章政事。
王毅官至翰林学士承旨、太子詹事。元仁宗即位，弹劾铁木迭儿营私蠹政。延祐三年（1316年），由集贤殿大学士转任中书省左丞。延祐四年（1317年）升任平章政事。延祐六年（1319年）致仕回乡侍奉父亲。延祐七年（1320年），元英宗即位，复为平章政事。铁木迭儿想用亏空在京诸粮仓的罪名将他治罪，英宗和左丞相拜住的庇护得以保全。夺爵罢官。泰定帝即位，召还，历任太子宾客、大司农。元文宗天历二年（1329年）正月，再任中书省平章政事，八月，罢职。